# Артуро Родрігес Хурадо
Артуро Родрігес Хурадо (ісп. Arturo J. Rodríguez Jurado нар. 26 травня 1907 — 22 листопада 1982) — аргентинський боксер, олімпійський чемпіон 1928 року. 

## Аматорська кар'єра
Олімпійські ігри 1924
- 1/16 фіналу. Програв Тіге Петерсону (Данія)

Олімпійські ігри 1928
- 1/8 фіналу. Переміг Метта Фленегана (Ірландія)
- 1/4 фіналу. Переміг Сема Олій (Нідерланди)
- 1/2 фіналу. Переміг Міхаеля Міхаельсена (Данія)
- Фінал. Переміг Нільса Рамма (Швеція)